# Coniopteryx australis
Coniopteryx australis är en insektsart som beskrevs av Meinander 1972. Coniopteryx australis ingår i släktet Coniopteryx och familjen vaxsländor. Inga underarter finns listade i Catalogue of Life.